# Monflanquin
Monflanquin est une commune du Sud-Ouest de la France, située dans le département du Lot-et-Garonne, en région Nouvelle-Aquitaine. Ses habitants sont appelés les Monflanquinois(es).

## Géographie

### Description

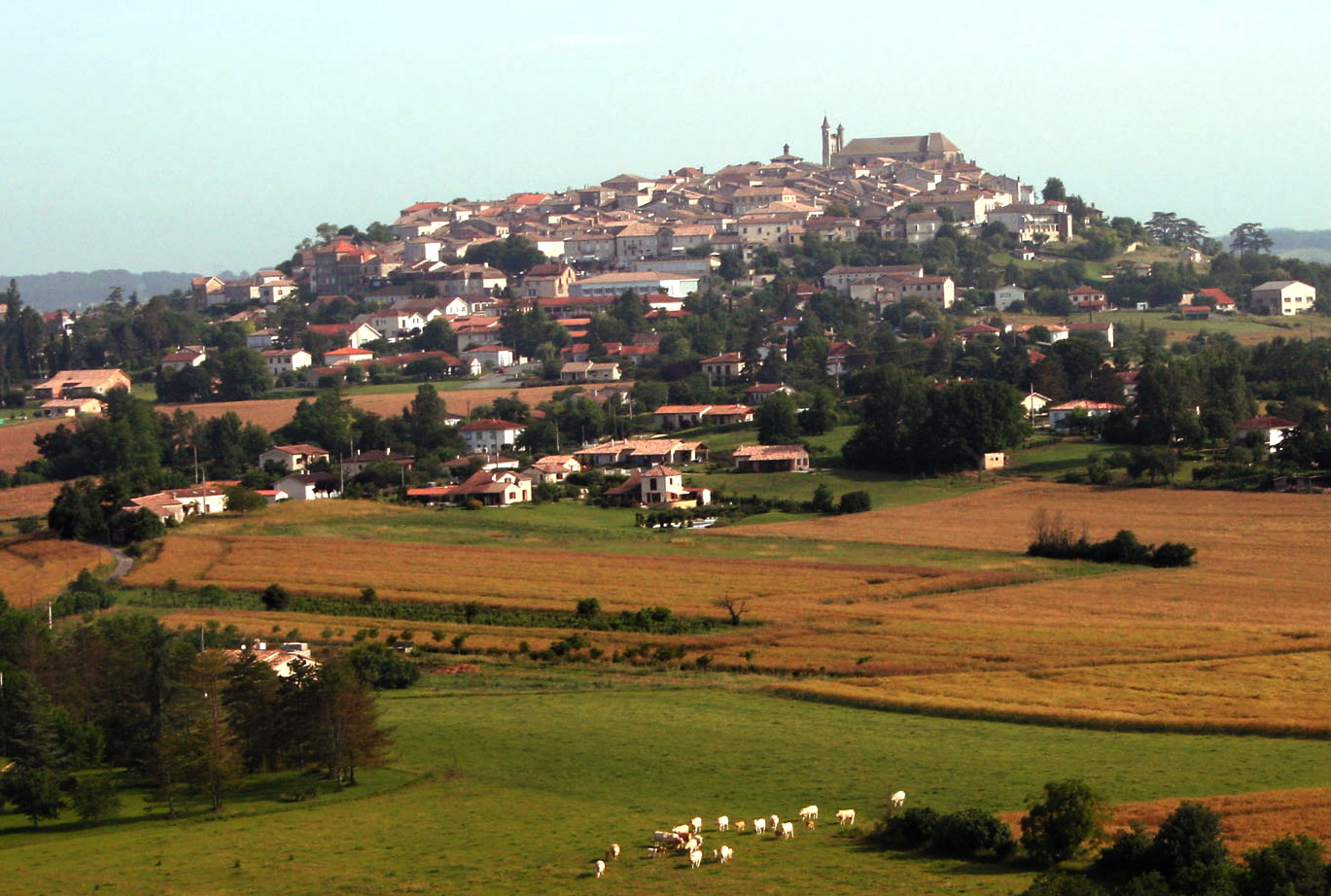
Vue générale.

Située sur une colline surplombant la vallée de la Lède, à la frontière du Périgord, du Quercy et de la Guyenne en Pays du Dropt, Monflanquin est classée parmi les plus beaux villages de France.
Accès par la route départementale D 676 (ancienne route nationale 676).
La superficie de la commune est de 6 221 hectares ; son altitude varie de 64  à   207 mètres.

### Communes limitrophes
Monflanquin est limitrophe de onze autres communes.
Les communes limitrophes sont  Boudy-de-Beauregard, Castelnaud-de-Gratecambe, La Sauvetat-sur-Lède, Lacaussade, Laussou, Montagnac-sur-Lède, Paulhiac, Saint-Eutrope-de-Born, Savignac-sur-Leyze et Villeneuve-sur-Lot.
| Saint-Eutrope-de-Born, Boudy-de-Beauregard | Laussou            | Paulhiac                       |
| Castelnaud-de-Gratecambe                   | Monflanquin        | Montagnac-sur-Lède             |
| La Sauvetat-sur-Lède                       | Villeneuve-sur-Lot | Lacaussade, Savignac-sur-Leyze |

### Hydrographie
La commune est arrosée par la Lède et ses affluents la Leyze et le Laussou.
La Lède est elle-même un  affluent du Lot en rive droite, donc un sous-affluent de la Garonne.

### Climat
Pour des articles plus généraux, voir Climat de la Nouvelle-Aquitaine et Climat de Lot-et-Garonne.
Historiquement, la commune est exposée à un climat océanique aquitain.
En 2020, Météo-France publie une typologie des climats de la France métropolitaine dans laquelle la commune est exposée à un climat océanique altéré et est dans la région climatique Aquitaine, Gascogne, caractérisée par une pluviométrie abondante au printemps, modérée en automne, un faible ensoleillement au printemps, un été chaud (19,5 °C), des vents faibles, des brouillards fréquents en automne et en hiver et des orages fréquents en été (15 à 20 jours).
Pour la période 1971-2000, la température annuelle moyenne est de 13,3 °C, avec une amplitude thermique annuelle de 15,2 °C. Le cumul annuel moyen de précipitations est de 787 mm, avec 10,2 jours de précipitations en janvier et 6,9 jours en juillet. Pour la période 1991-2020, la température moyenne annuelle observée sur la station météorologique la plus proche, située sur la commune de Cancon à 11,28 km à vol d'oiseau, est de 13,4 °C et le cumul annuel moyen de précipitations est de 852,4 mm,. Pour l'avenir, les paramètres climatiques de la commune estimés pour 2050 selon différents scénarios d’émission de gaz à effet de serre sont consultables sur un site dédié publié par Météo-France en novembre 2022.

## Urbanisme

### Typologie
Au 1er janvier 2024, Monflanquin est catégorisée commune rurale à habitat très dispersé, selon la nouvelle grille communale de densité à sept niveaux définie par l'Insee en 2022.
Elle est située hors unité urbaine. Par ailleurs la commune fait partie de l'aire d'attraction de Villeneuve-sur-Lot, dont elle est une commune de la couronne,. Cette aire, qui regroupe 34 communes, est catégorisée dans les aires de 50 000 à moins de 200 000 habitants,.

### Occupation des sols

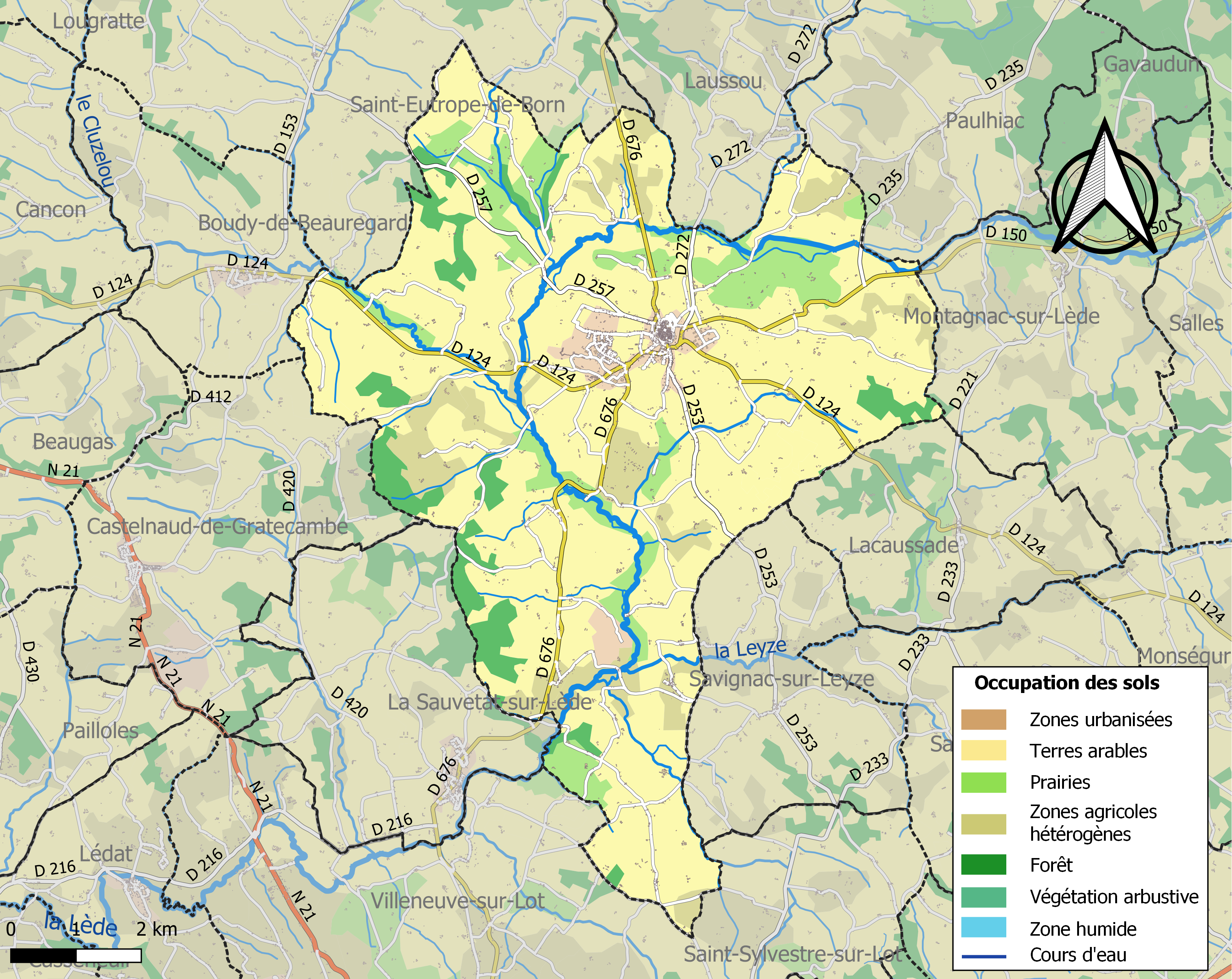
Carte des infrastructures et de l'occupation des sols de la commune en 2018 (CLC).

L'occupation des sols de la commune, telle qu'elle ressort de la base de données européenne d’occupation biophysique des sols Corine Land Cover (CLC), est marquée par l'importance des territoires agricoles (90,4 % en 2018), en diminution par rapport à 1990 (91,9 %). La répartition détaillée en 2018 est la suivante : 
terres arables (68,5 %), prairies (10,6 %), zones agricoles hétérogènes (9,9 %), forêts (6,3 %), zones urbanisées (2,6 %), cultures permanentes (1,4 %), mines, décharges et chantiers (0,6 %). L'évolution de l’occupation des sols de la commune et de ses infrastructures peut être observée sur les différentes représentations cartographiques du territoire : la carte de Cassini (XVIIIe siècle), la carte d'état-major (1820-1866) et les cartes ou photos aériennes de l'IGN pour la période actuelle (1950 à aujourd'hui).

### Risques majeurs
Le territoire de la commune de Monflanquin est vulnérable à différents aléas naturels : météorologiques (tempête, orage, neige, grand froid, canicule ou sécheresse), inondations, mouvements de terrains et séisme (sismicité très faible). Un site publié par le BRGM permet d'évaluer simplement et rapidement les risques d'un bien localisé soit par son adresse soit par le numéro de sa parcelle.
Certaines parties du territoire communal sont susceptibles d’être affectées par le risque d’inondation par une crue à  débordement lent de cours d'eau, notamment la Lède, le Laussou, le Cluzelou et la Leyze. La commune a été reconnue en état de catastrophe naturelle au titre des dommages causés par les inondations et coulées de boue survenues en 1982, 1983, 1993, 1999, 2003, 2009 et 2021,.
Les mouvements de terrains susceptibles de se produire sur la commune sont des affaissements et effondrements liés aux cavités souterraines (hors mines) et des tassements différentiels. Afin de mieux appréhender le risque d’affaissement de terrain, un inventaire national permet de localiser les éventuelles cavités souterraines sur la commune.

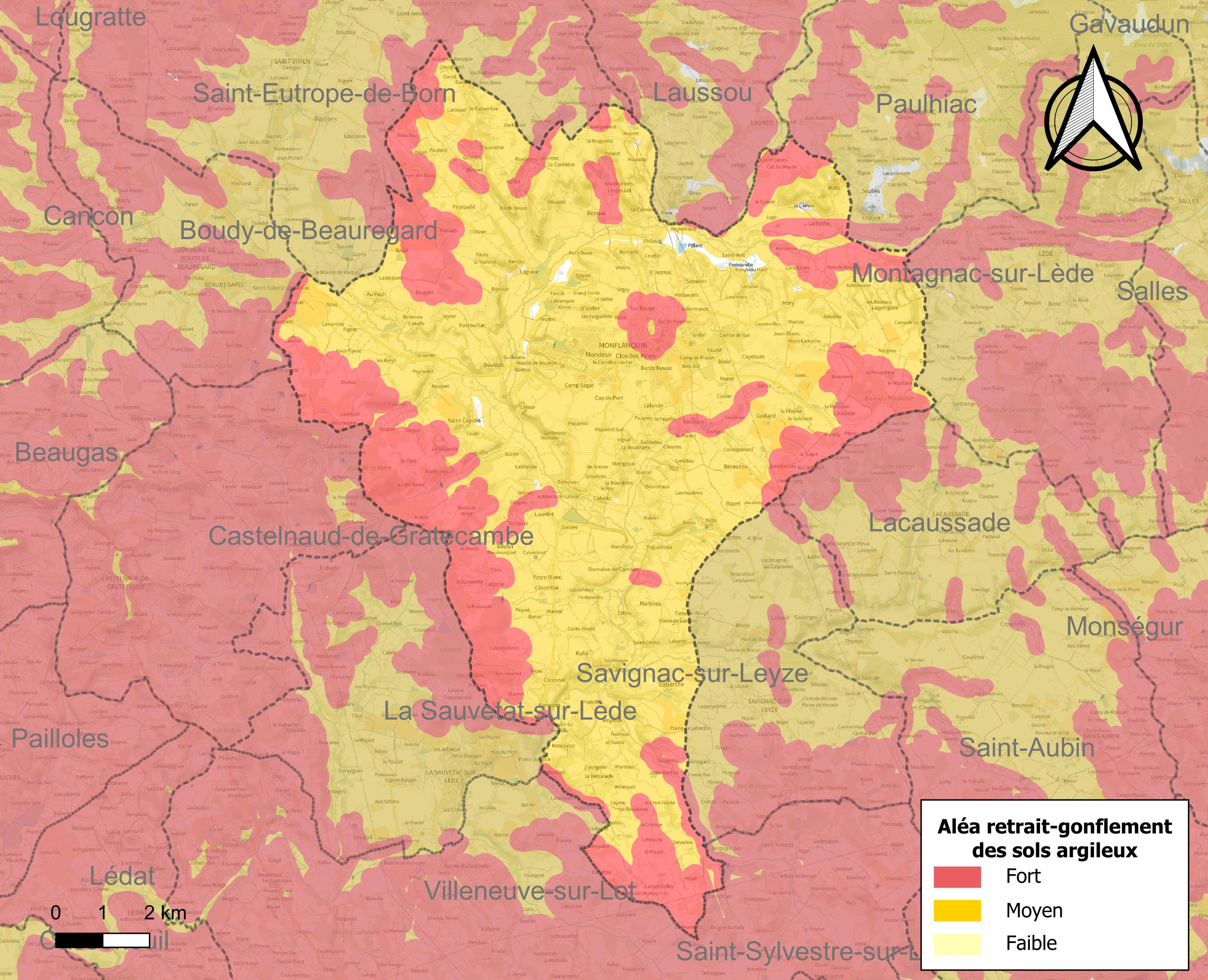
Carte des zones d'aléa retrait-gonflement des sols argileux de Monflanquin.

Le retrait-gonflement des sols argileux est susceptible d'engendrer des dommages importants aux bâtiments en cas d’alternance de périodes de sécheresse et de pluie. 99,2 % de la superficie communale est en aléa moyen ou fort (91,8 % au niveau départemental et 48,5 % au niveau national). Depuis le 1er octobre 2020, en application de la loi ELAN, différentes contraintes s'imposent aux vendeurs, maîtres d'ouvrages ou constructeurs de biens situés dans une zone classée en aléa moyen ou fort,.
Concernant les mouvements de terrains, la commune a été reconnue en état de catastrophe naturelle au titre des dommages causés par la sécheresse en 1989, 1991, 2002, 2003, 2011 et 2017 et par des mouvements de terrain en 1999.

## Histoire
En 1252, Guillaume Amanieu, seigneur de Calviac (à Monflanquin), cède la montagne de Monflanquin à Alphonse de Poitiers. Ce dernier y fonde une bastide au XIIIe siècle. Dans l'état actuel de nos connaissances tout porte à penser que la « montagne de Monflanquin » a été cédée à Alphonse de Poitiers sans paréage. En 1256, Alphonse de Poitiers commence la fondation de la bastide. En 1269, la charte de fondation est confirmée. À la mort d'Alphonse de Poitiers après son épouse, Jeanne de Toulouse, fille de Raymond VII de Toulouse, sans héritier, ses terres entrent dans le domaine royal de Philippe III.
En 1279, Monflanquin devient un des douze bailliages de l'Agenais. L'archevêque de Bordeaux, Bertrand de Got, rend visite à la ville en 1304. Il est élu pape l'année suivante sous le nom de Clément V. La bastide étant passée dans la mouvance anglaise, le roi Édouard III confirme les privilèges de la ville en 1318. En 1374, les habitants de Monflanquin aident l'armée du roi de France qui se dirige vers Tonneins pour chasser les Anglais de l'Agenais.
Le 31 août 1574, Guy de Montferrand, seigneur de Langoiran, gouverneur du Périgord « pour ceux de la religion réformée » et Geoffroy de Vivans prennent la ville avec leurs 2000 hommes et font prisonniers 125 gentilshommes.

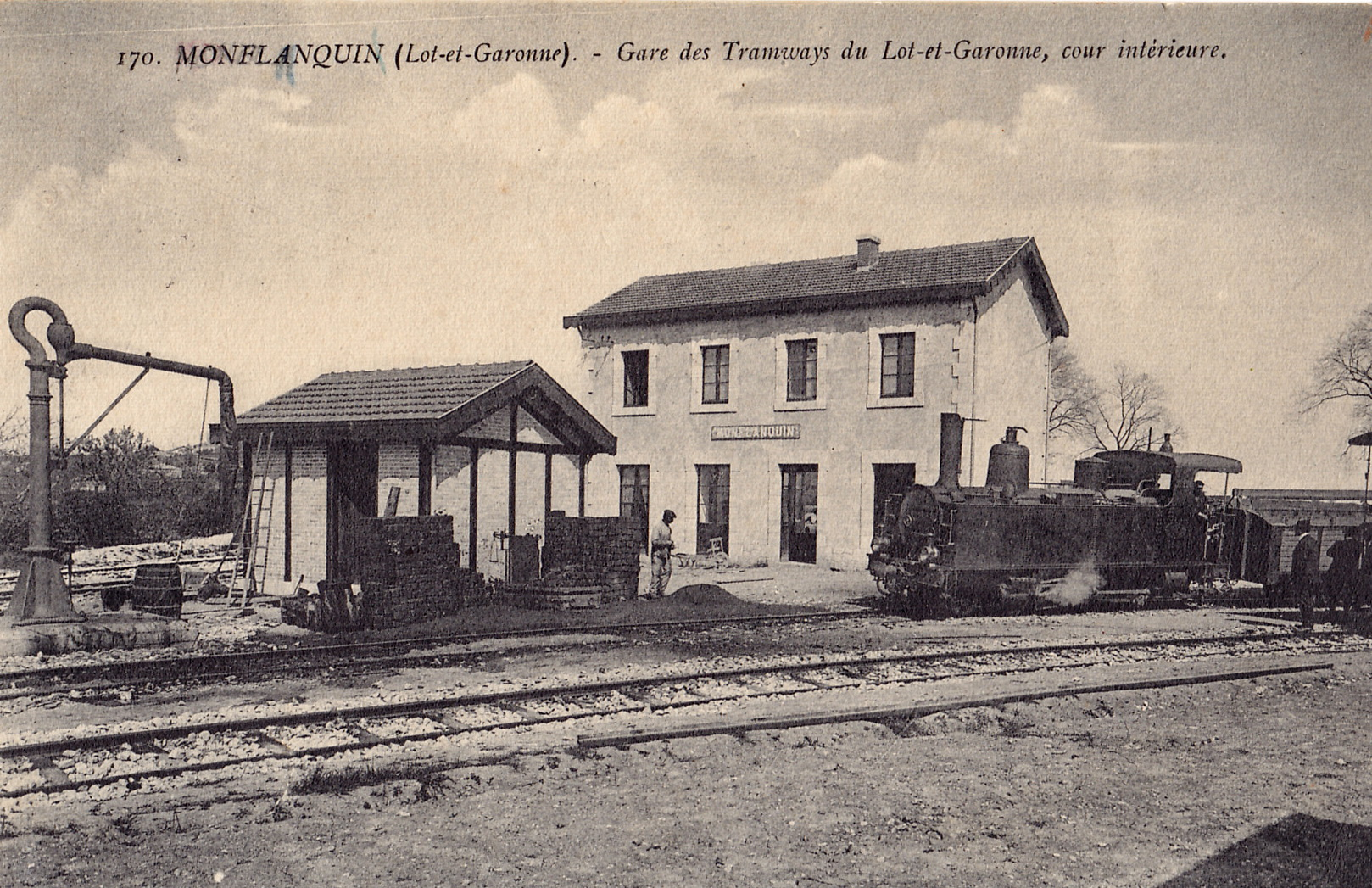
La gare de Monflanquin, vers 1912.

La ville est chef-lieu du  district de Monflanquin de 1790 à 1795.
La commune est de 1911 à 1933 le centre d'exploitation des Tramways de Lot-et-Garonne, une compagnie de chemin de fer secondaire à voie métrique qui constituait le réseau départemental de Lot-et-Garonne.

## Politique et administration

### Rattachements administratifs et électoraux
Rattachements administratifs
La commune se trouve  dans l'arrondissement de Villeneuve-sur-Lot du département de Lot-et-Garonne.
Elle était  depuis 1793 le chef-lieu du canton de Monflanquin. Dans le cadre du redécoupage cantonal de 2014 en France, cette circonscription administrative territoriale a disparu, et le canton n'est plus qu'une circonscription électorale.
Rattachements électoraux
Pour les élections départementales, la commune est  depuis 2014 le bureau centralisateur du canton du Haut Agenais Périgord
Pour l'élection des députés, elle fait partie de la troisième circonscription de Lot-et-Garonne.

### Intercommunalité
Monflanquin était membre de la petite communauté de communes Bastide et Châteaux en Guyenne, un établissement public de coopération intercommunale (EPCI) à fiscalité propre créé en 1997 et auquel la commune a transféré un certain nombre de ses compétences,
Celle-ci a fusionné avec ses voisines pour former, le 31 décembre 2012, la communauté de communes des Bastides en Haut-Agenais Périgord dont la commune est désormais le siège.

### Administration municipale
Le nombre d'habitants au recensement de 2011 étant compris entre 1 500 habitants et 2 499 habitants, le nombre de membres du conseil municipal pour l'élection de 2014 est de dix neuf,.

### Jumelage
Depuis 2020 Monflanquin est jumelée avec l'île grec de Sifnos et la ville italienne de Lagosanto. Ce jumelage forme un trio dans lequel chaque ville se suit mutuellement,.

### Liste des maires
| Période                                  | Période                       | Identité                 | Étiquette    | Qualité |
| ---------------------------------------- | ----------------------------- | ------------------------ | ------------ | --- |
| Les données manquantes sont à compléter. |                               |                          |              | |
| 1947                                     | 1959                          | Yves Balségur            | DVD          | |
| 1959                                     | 1978                          | René Andrieu             | MRG          | Conseiller général de Monflanquin (1967 → 1978) |
| 1978                                     | mars 1983                     | Yves Balségur            | DVD puis UDF | Conseiller général de Monflanquin (1978 → 1985) |
| mars 1983                                | mars 2008                     | Daniel Soulage           | UDF          | Agriculteur Conseiller général Canton de Monflanquin (1985 → 2004) Député de Lot-et-Garonne (3e circ. (1993 → 1997) Sénateur de Lot-et-Garonne (2001 → 2011) |
| mars 2008                                | 2014                          | Francis Bordes           | DVD          | Vétérinaire |
| 2014                                     | En cours (au 2 décembre 2020) | Nathalie Founaud-Veysset | DVG          | Documentaliste |

### Distinctions et labels
Dans son palmarès 2024, le Conseil national de villes et villages fleuris de France a attribué deux fleurs à la commune.
Inscrit dans Les Plus Beaux Villages de France depuis 1989.

## Population et société

### Démographie
L'évolution du nombre d'habitants est connue à travers les recensements de la population effectués dans la commune depuis 1793. Pour les communes de moins de 10 000 habitants, une enquête de recensement portant sur toute la population est réalisée tous les cinq ans, les populations de référence des années intermédiaires étant quant à elles estimées par interpolation ou extrapolation. Pour la commune, le premier recensement exhaustif entrant dans le cadre du nouveau dispositif a été réalisé en 2004.

En 2022, la commune comptait 2 358 habitants, en évolution de +2,21 % par rapport à 2016 (Lot-et-Garonne : −0,18 %, France hors Mayotte : +2,11 %).
| 1793  | 1800  | 1806  | 1821  | 1831  | 1836  | 1841  | 1846  | 1851  |
| ----- | ----- | ----- | ----- | ----- | ----- | ----- | ----- | ----- |
| 7 690 | 5 038 | 5 365 | 5 010 | 5 201 | 5 057 | 5 075 | 4 980 | 4 912 |

| 1856  | 1861  | 1866  | 1872  | 1876  | 1881  | 1886  | 1891  | 1896  |
| ----- | ----- | ----- | ----- | ----- | ----- | ----- | ----- | ----- |
| 4 164 | 3 842 | 3 789 | 3 468 | 3 299 | 3 235 | 3 089 | 3 172 | 3 086 |

| 1901  | 1906  | 1911  | 1921  | 1926  | 1931  | 1936  | 1946  | 1954  |
| ----- | ----- | ----- | ----- | ----- | ----- | ----- | ----- | ----- |
| 3 017 | 3 039 | 3 090 | 2 596 | 2 646 | 2 534 | 2 512 | 2 525 | 2 416 |

| 1962  | 1968  | 1975  | 1982  | 1990  | 1999  | 2004  | 2006  | 2009  |
| ----- | ----- | ----- | ----- | ----- | ----- | ----- | ----- | ----- |
| 2 308 | 2 354 | 2 368 | 2 356 | 2 431 | 2 258 | 2 352 | 2 338 | 2 346 |

| 2014  | 2019  | 2022  | - | - | - | - | - | - |
| ----- | ----- | ----- | - | - | - | - | - | - |
| 2 312 | 2 329 | 2 358 | - | - | - | - | - | - |

| selon la population municipale des années : | 1968 | 1975 | 1982 | 1990 | 1999 | 2006 | 2009 | 2013 |
| Rang de la commune dans le département      | 19   | 26   | 26   | 23   | 26   | 25   | 25   | 26   |
| Nombre de communes du département           | 326  | 311  | 313  | 317  | 317  | 319  | 319  | 319  |

### Enseignement
Monflanquin fait partie de l'académie de Bordeaux.
Monflanquin dispose d'un collège (collège Joseph Kessel),et  d'une école primaire et maternel (école du Cap del Pech)

### Manifestations culturelles et festivités
Pollen - résidence d'artistes plasticiens, Médiathèque, marché tous les jeudis,
Les médiévales de Monflanquin (durée de 3 jours à la mi-aout)

### Sports
- Club de rugby à XV qui évolue en Championnat de France de rugby à XV de 1re division fédérale. Le club est une association des 4 cantons et se nomme 4 cantons BHAP.
- Union bouliste monflanquinoise (Club de pétanque)
- Football Club de Monflanquin évoluant en championnat de départemental 1 (saison 2024-2025).
- Stade de Coulon où l'équipe de rugby des 4 Cantons BHAP effectue certains de ses matchs .
- Stade de Mondésir où le Monflanquin F.C effectue ses matchs .
- Le 11 juillet 2024 le Tour de France 2024 passe dans la commune situé à 21,5 kilomètres de Villeneuve-sur-Lot où se situe l'arrivée de la 12e étape du Tour de France 2024

## Lieux et monuments
- Un mégalithe préhistorique est signalé sur la commune au lieu-dit Vidalot. Il est considéré comme détruit dès l'an 2000 par Alain Beyneix, dans son ouvrage Architectures mégalithiques du département de Lot-et-Garonne, BSPF, 2000.

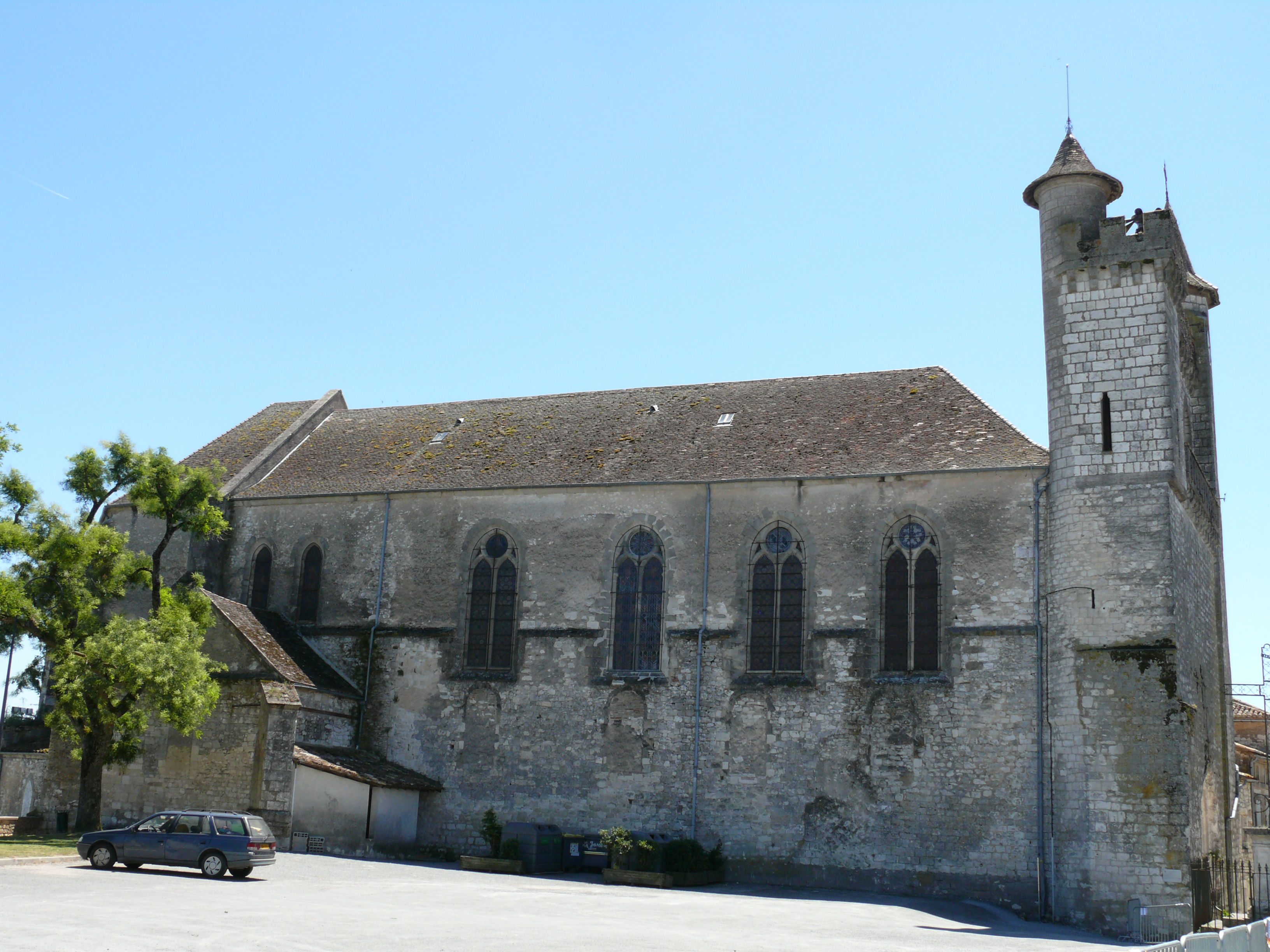
Église Saint-André.

- L'église Saint-André[39] : l'église a été fondée entre 1250 et 1290. Elle a conservé de cette époque la base de ses murs et le portail. Elle faisait partie de l'enceinte de la ville aussi son chevet était-il fortifié. Les voûtes de la nef s'étant effondrées, l'église est restaurée en 1715, le chevet est repris. Les voûtes sont reconstruites en 1864. Le clocher prend son aspect fortifié en 1923. Le chevet est ajouré pour y placer des vitraux. La façade occidentale a été inscrite au titre des monuments historiques en 1925[39].

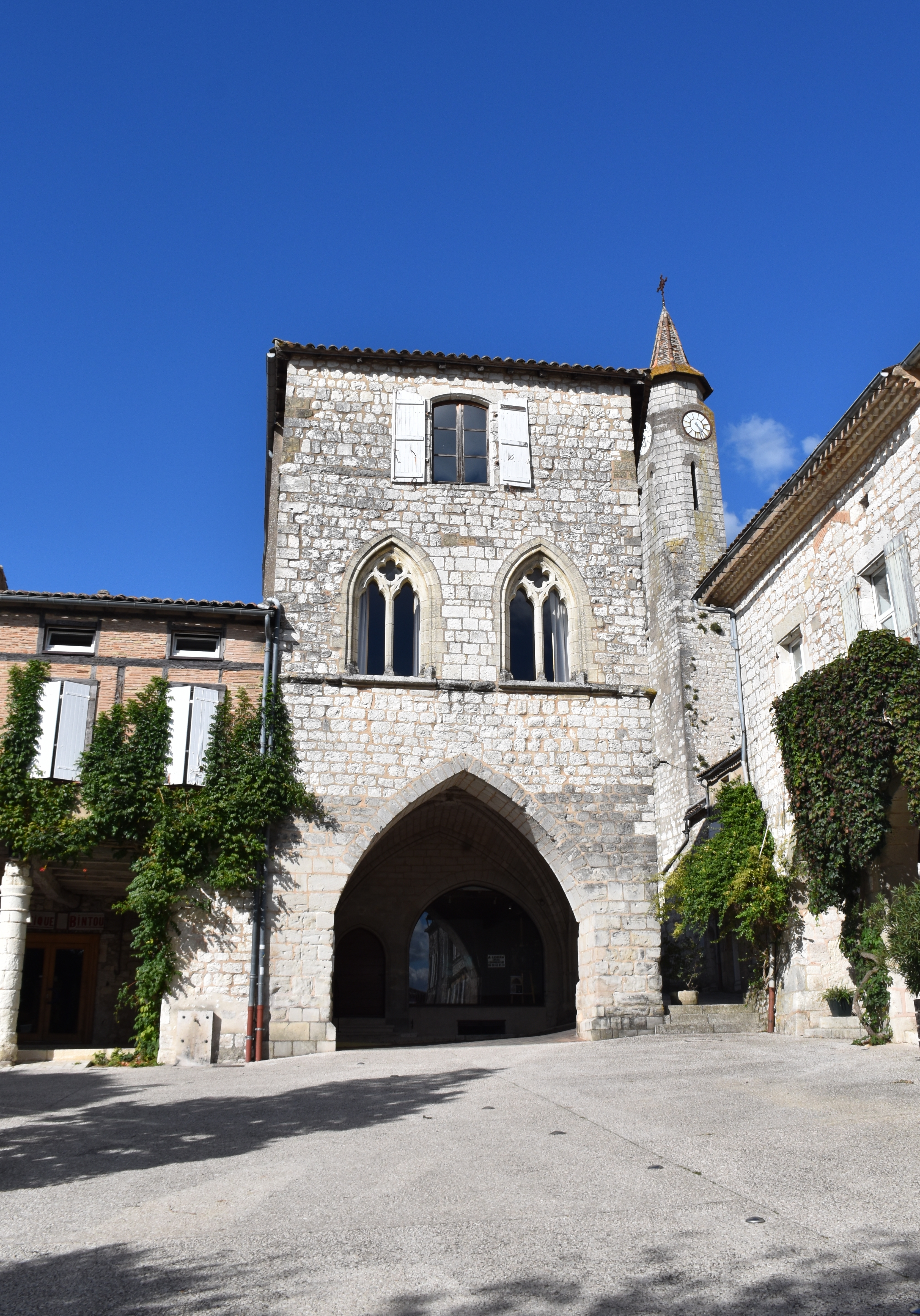
La maison dite du Prince Noir.

- La maison dite du Prince Noir[40] située sur la place des Arcades, fut construite au XIVe siècle. Le prince Noir, qui a battu le roi Jean II le Bon à la bataille de Poitiers, y aurait séjourné.

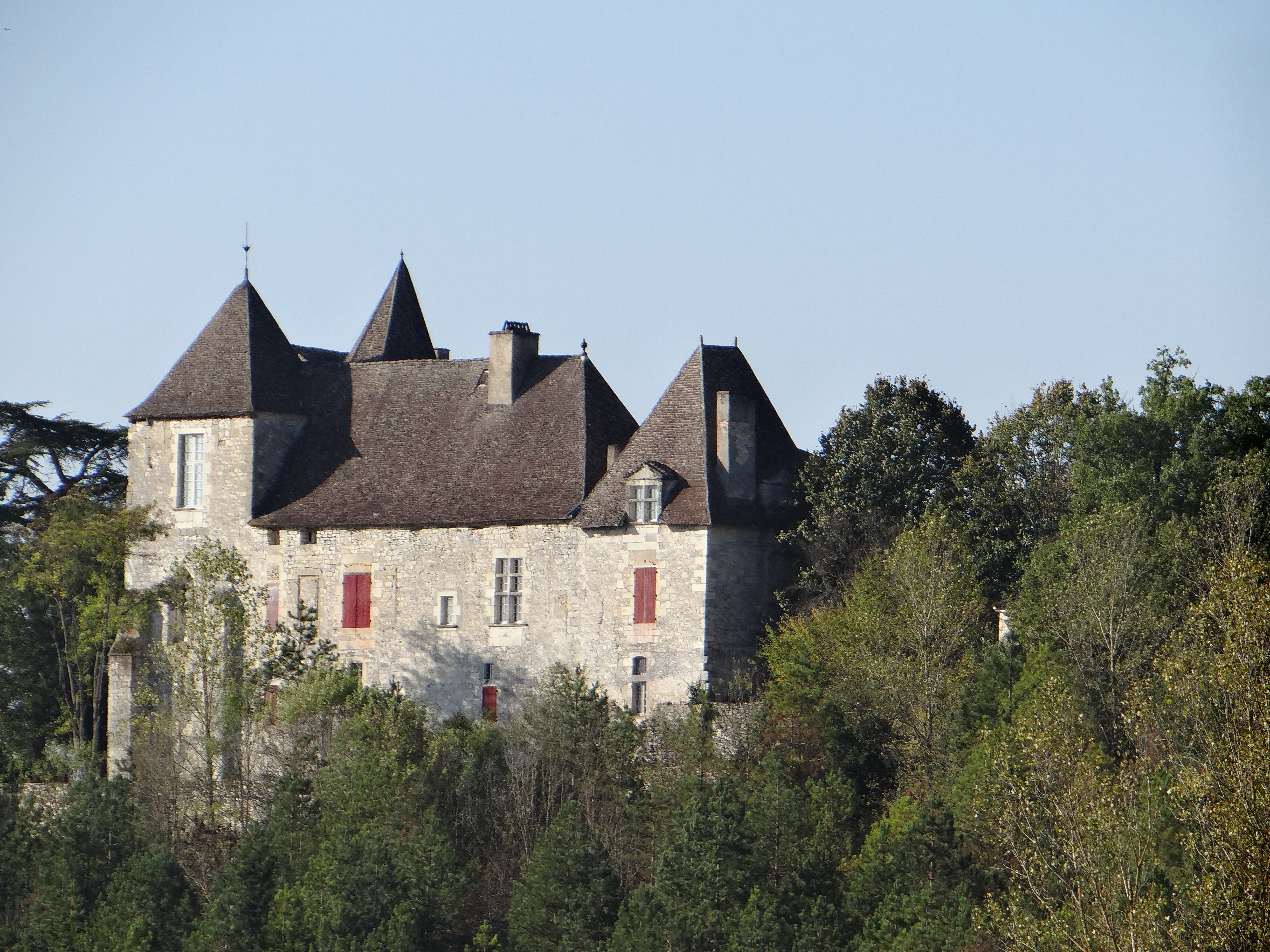
Château de Roquefère, aile est.

- Le château de Roquefère[41] a été acheté en 1280 par Jean Ier de Grailly, sénéchal de Gascogne et d'Agenais, à Hugues de Castelmoron. Le 7 juillet 1305, Bertrand de Got, archevêque de Bordeaux, couche au château. Jean de Grailly cède la seigneurie de Roquefère avec le château à Jean Chandos, sa vie durant, à condition que la seigneurie lui revienne ou à ses héritiers après sa mort. À la mort de Jean de Grailly, en 1376, sans enfant, le château devient l'enjeu d'un long conflit entre la famille Hébrard et la famille de Blanche de Foix, mère de Jean de Grailly. À la mort de Jean Chandos, Jean et Jacmet Hébrard et Guillon de La Martinie avaient pris possession du château sans droit.
En 1470, par décision de Charles, duc de Guyenne, le château redevient la propriété de Jean de Foix, comte de Caudale, captal de Buch, fils de Gaston de Foix, avait cédé à Jean Chandos, à la condition qu'il lui revienne à sa mort. Sa fille se marie avec Jacques de Chaussade et prend possession de la seigneurie en 1495 par arrêt du parlement de Bordeaux.
Par mariage, dans la première moitié du XVIe siècle, le château entre dans la famille de La Mothe. Jean II de Rochefort, marquis de Théobon (le château de Théobon se trouve dans la commune de Loubès-Bernac), captal de Puychagut, seigneur de Monneins, Courouneau (le château se trouve dans la commune de Margueron), etc. se marie le 8 décembre 1637 avec Anne de La Mothe, dame de Roquefère et de Lespinassat. Il est lieutenant-général de l'armée de Condé en Guyenne. Il fait du château de Roquefère une base des opérations de l'armée du prince de Condé pendant la Fronde. Louis Pons, marié à Guyonne de Rochefort, vend le château à Jean Fournie Gorre, médecin du duc d'Orléans, natif de Monflanquin. En 1781, le château appartient à Charles Raymond de Berail.
- Le château de Martel, théâtre de l’affaire des reclus de Monflanquin :  
Ce château a appartenu à la famille de Védrines (famille de protestants originaires de l'Agenais) qui a été anoblie sous la seconde Restauration en 1828[42],[43]. Cette famille est membre de l'ANF. 
Ce château a défrayé la chronique dans les années 2000 : onze membres des Védrines surnommés les « reclus de Monflanquin » sont sous l'emprise du gourou Thierry Tilly (ancien responsable d'une société de nettoyage industriel devenu leur gestionnaire de patrimoine) et doivent se terrer pendant une dizaine d'années dans ce château puis en Angleterre[44]. Thierry Tilly, qui a détourné 4,5 millions d'euros à la famille, est interpellé en octobre 2009 et condamné à dix ans de prison en 2013[45]. Ce fait divers est le sujet du téléfilm Diabolique (2016) avec Laurent Stocker dans le rôle du « gourou » et Michèle Laroque et Anne Consigny en membres de la famille.

- Le temple protestant occupe l'ancienne chapelle des Augustins.
- Église Saint-Martin de Calviac. L'édifice a été inscrit au titre des monuments historiques en 1995[46].
- Église Notre-Dame de Corconat.
- Église Sainte-Madeleine de Roquefère.
- Église Saint-Germain de Teyrac.
- Église Saint-Hilaire des Areys.
- Église Saint-Pierre-ès-Liens de Lamothe-Feyt.
- Église Saint-Sernin de Labarthe.
- Église Saint-Caprais de Monflanquin.
- Sentier de grande randonnée 636

### Personnalités liées à la commune
- Catherine Alcover (1946-), fondatrice du théâtre de Piquemil de Monflanquin.
- Georges Archidice (1912-1968), mort sur la commune le 19 avril 1968.
- Guillaume de Bagnols (sénéchal de l'Agenais et du Quercy de 1255 à 1262) est à l'origine de la bastide de Monflanquin.
- Anthony Belleau (1996-), joueur de rugby international né à Monflanquin.
- Ludomir Combes (1824-1892), géologue de l'Agenais, mort à Monflanquin.
- Louis Couffignal (1902-1966), mathématicien.
- Paul Dufau (1898-1982), peintre, mort à Monflanquin.
- Lucie Jarrige, chimiste et athlète[47].
- Irène Lagut (1893-1994), peintre, a vécu après-guerre dans la commune.
- Georges Pellissier (1852-1918), écrivain né sur la commune.
- Pascal Portes (1959-), joueur de tennis professionnel, demi-finaliste de la Coupe Davis en 1980, est né à Monflanquin.
- Pierre Saint-Amant (1800-1872), joueur d’échecs, est né à Monflanquin.
- Peggy Zlotkowski (1972-), miss France 1989, a passé son enfance à  Monflanquin.
- Simon Vaissiere (1942-2017) photographe chez Sud Ouest
- Laurent Vaissiere (1971-) vice-président de FFPJP depuis 2021

### Héraldique
| Blason de Monflanquin | Blason  | D'azur au mont d'or mouvant de la pointe, surmonté de deux étoiles du même, au chef aussi d'azur chargé d'un mur crénelé surchargé d'une tour et de deux demies, le tout d'or. |
| Blason de Monflanquin | Détails | Armes parlantes (Monflanquin/mont). Le statut officiel du blason reste à déterminer.                                                                                           |

## Pour approfondir